# Síntese de Haber-Bosch
A síntese do amoníaco, também designada por síntese de Haber-Bosch, refere-se  um processo hoje largamente empregado em escala industrial onde os parâmetros que interferem na reação química  entre nitrogênio e hidrogênio são idealmente ajustados a fim de maximizar a síntese do amoníaco.
É uma reação catalisada com o ferro (ferrita catalítica, finamente dividido suportado em óxido ferroso), sob as condições de 200 atmosferas de pressão na faixa de temperatura de 400 a 600 °C.:
{\displaystyle {\ce {N2(g) + 3H2(g) <=> 2NH3(g)}}} {\displaystyle \Delta H=-92,2kJ/mol}
O processo foi desenvolvido laboratorialmente por Fritz Haber em 1908 e desenvolvido industrialmente por Carl Bosch entre 1912 e 1913. Foi usado pela primeira vez, à escala industrial, na Alemanha durante a Primeira Guerra Mundial. Para a produção de munição os alemães dependiam do nitrato de sódio importado do Chile, que era insuficiente e incerto. Dadas entre outros as investidas dos Aliados contra as rotas marítimas de transporte da matéria-prima, os alemães passaram a utilizar prontamente o processo de Haber para a produção de amoníaco. A amônia (amoníaco) produzida era oxidada para a produção do ácido nítrico pelo processo Ostwald e este utilizado para a produção de explosivos de azoto/nitrogênio, usados na produção de munições.
Para a produção da amônia, o azoto/nitrogênio é obtido do ar atmosférico, e o hidrogênio como resultado da reação entre a água e o gás natural:
{\displaystyle {\ce {CH4(g) + H2O(l) -> CO(g) + 3H2(g)}}}
A reação mostra-se nos dias de hoje extremamente importante para a produção de fertilizantes, e estimativas indicam que mais de um terço da população mundial (cerca de 40%) deve seus alimentos diretamente ao processo. O ponto vital reside do fato de, embora o ar conter cerca de 78% de nitrogênio em sua composição, o também chamado azoto em sua forma simples é praticamente não reativo em condições normais, em muito assemelhando-se a um gás nobre em tais condições. A produção de compostos nitrogenados em processos naturais e sua inserção entre outros na cadeia alimentar depende basicamente de bactérias fixadoras de nitrogênio, essas geralmente encontradas, a exemplo, nas raízes de leguminosas como o feijão. A obtenção de tais compostos em proporções hoje mundialmente demandadas seria inviável contudo se mantida a dependência de exploração de fontes naturais, quer para a confecção de explosivos, quer para uso em fertilizantes propriamente dito.
A reação entre nitrogênio e hidrogênio é reversível, portanto, o rendimento na produção do amoníaco depende de algumas condições:
Temperatura: A formação do amoníaco é um processo exotérmico, ou seja, ocorre com libertação de calor. Sendo assim, baixas temperaturas favorecem a produção do NH3 e o incremento da temperatura tende a deslocar o equilíbrio da reação no sentido inverso, de acordo com o Princípio de Le Chatelier. Por outro lado, a redução da temperatura diminui a velocidade da reação, portanto, uma temperatura intermédia é a ideal para favorecer o processo. Experiências demonstraram que a temperatura ideal é de 450 °C.
Pressão: A elevação da pressão favorece a formação do amoníaco pois no processo ocorre uma diminuição de volume (devido a diminuição do número de moléculas). Logo, o incremento da pressão aumenta o rendimento de formação do produto, mas por outro lado este incremento deve ser economicamente viável, ou seja, não deve tornar os custos de produção demasiado elevados. A pressão considerada tecnicamente e economicamente viável é de 200 atmosferas.
Catalisador: O catalisador não afeta o equilíbrio porém, acelera a velocidade da reação para atingir o equilíbrio. A adição de um catalisador permite que o processo se desenvolva favoravelmente em temperaturas mais baixas. No início, para a reação de síntese de amônia via processo de Haber-Bosch, usava-se o ósmio e urânio como catalisadores, considerados catalisadores de primeira geração. Atualmente, utiliza-se de maneira extensiva os catalisadores de segunda geração que incluem suporte (óxido ferroso, carbono, óxidos de magnésio, alumina, zeólitas, espinélio e nitreto de boro) promotores do aumento da área superficial e facilitadores de difusão, sendo a ferrita catalítica ainda a mais empregada (α-Fe).
Na indústria, o ferro catalítico é preparado pela exposição da magnetita, um óxido de ferro, ao hidrogênio aquecido. A magnetita é reduzida a ferro metálico com a eliminação do oxigênio no processo.
A amônia formada é um gás a temperatura ambiente (P.E. -33°C), porém, refrigerando e sob alta pressão obtém-se o estado liquefeito (P.F. -77,7°C - 1 atm). Nestas condições, sob a forma líquida, não ocorre a reversibilidade, ou seja, a reação de decomposição em nitrogênio (N2) e hidrogênio (H2) não ocorre preferencialmente.